# Škoda Joyster
La Škoda Joyster est un concept-car présenté au Mondial de l'automobile de Paris 2006. Inspiré du Škoda Roomster, il ne conservait que deux portes et une allure un peu plus basse.